# Segesd
Segesd är en ort i Ungern.   Den ligger i provinsen Somogy, i den västra delen av landet, 180 km sydväst om huvudstaden Budapest. Segesd ligger 167 meter över havet och antalet invånare är 2 674.
Terrängen runt Segesd är platt. Runt Segesd är det ganska glesbefolkat, med 29 invånare per kvadratkilometer. Närmaste större samhälle är Nagyatád, 12,4 km söder om Segesd. Trakten runt Segesd består till största delen av jordbruksmark.